# Critérium du Dauphiné 2022
Critérium du Dauphiné 2022 – 74. edycja wyścigu kolarskiego Critérium du Dauphiné, która odbyła się w dniach od 5 do 12 czerwca 2022 na liczącej ponad 1190 kilometrów trasie składającej się z 8 etapów i biegnącej z La Voulte-sur-Rhône do Plateau de Solaison. Impreza kategorii 2.UWT była częścią UCI World Tour 2022.

## Etapy
| Etap | Data   | Start – Meta                             | type                       | Dystans (km) | Suma wzniesień (m) | Zwycięzca etapu   | Lider             |
| ---- | ------ | ---------------------------------------- | -------------------------- | ------------ | ------------------ | ----------------- | ----------------- |
| 1    | 5 cze  | La Voulte-sur-Rhône – Beauchastel        | pagórkowaty                | 191,8        | 2473 m             | Wout van Aert     | Wout van Aert     |
| 2    | 6 cze  | Saint-Péray – Brives-Charensac           | pagórkowaty                | 169,8        | 2956 m             | Alexis Vuillermoz | Alexis Vuillermoz |
| 3    | 7 cze  | Saint-Paulien – Chastreix-Sancy          | pagórkowaty                | 164          | 2707 m             | David Gaudu       | Wout van Aert     |
| 4    | 8 cze  | Montbrison – Château de la Bâtie d'Urfé  | jazda indywidualna na czas | 31,9         | 96 m               | Filippo Ganna     | Wout van Aert     |
| 5    | 9 cze  | Thizy-les-Bourgs – Chaintré              | pagórkowaty                | 162,3        | 1991 m             | Wout van Aert     | Wout van Aert     |
| 6    | 10 cze | Rives – Gap                              | górzysty                   | 196,4        | 2958 m             | Valentin Ferron   | Wout van Aert     |
| 7    | 11 cze | Saint-Chaffrey – Vaujany                 | górski                     | 134,8        | 3828 m             | Carlos Verona     | Primož Roglič     |
| 8    | 12 cze | Saint-Alban-Leysse – Plateau de Solaison | górski                     | 139,2        | 3782 m             | Jonas Vingegaard  | Primož Roglič     |

## Uczestnicy

### Drużyny
| WorldTeams (18)- AG2R Citroën Team - Astana Qazaqstan Team - Bahrain Victorious - Bora-Hansgrohe - Cofidis - EF Education-EasyPost - Groupama-FDJ - Ineos Grenadiers - Intermarché-Wanty-Gobert Matériaux - Israel-Premier Tech - Jumbo-Visma - Lotto-Soudal - Movistar Team - Quick-Step Alpha Vinyl - BikeExchange-Jayco - Team DSM - Trek-Segafredo - UAE Team Emirates ProTeams (4)- Arkéa-Samsic - B&B Hotels-KTM - TotalEnergies - Uno-X Pro Cycling Team |
| |

### Lista startowa
| Ineos Grenadiers IGD | Ineos Grenadiers IGD      | Ineos Grenadiers IGD |
| -------------------- | ------------------------- | -------------------- |
| Nr                   | Kolarz                    | Miejsce              |
| 1                    | Tao Geoghegan Hart (GBR)  | 8.                   |
| 2                    | Andrey Amador (CRC)       | 88.                  |
| 3                    | Edward Dunbar (IRL)       | 30.                  |
| 4                    | Laurens De Plus (BEL)     | 67.                  |
| 5                    | Filippo Ganna (ITA) (ITT) | 82.                  |
| 6                    | Ethan Hayter (GBR) (ITT)  | 15.                  |
| 7                    | Michał Kwiatkowski (POL)  | DNF-6                |

| Bora-Hansgrohe BOH | Bora-Hansgrohe BOH           | Bora-Hansgrohe BOH |
| ------------------ | ---------------------------- | ------------------ |
| Nr                 | Kolarz                       | Miejsce            |
| 11                 | Patrick Konrad (AUT) (szosa) | 12.                |
| 12                 | Matteo Fabbro (ITA)          | 48.                |
| 13                 | Wilco Kelderman (NED)        | 28.                |
| 14                 | Jordi Meeus (BEL)            | DNS-7              |
| 15                 | Nils Politt (GER)            | 65.                |
| 16                 | Lukas Pöstlberger (AUT)      | 106.               |
| 17                 | Matthew Walls (GBR)          | DNF-5              |

| Bahrain Victorious TBV | Bahrain Victorious TBV  | Bahrain Victorious TBV |
| ---------------------- | ----------------------- | ---------------------- |
| Nr                     | Kolarz                  | Miejsce                |
| 21                     | Jack Haig (AUS)         | 5.                     |
| 22                     | Phil Bauhaus (GER)      | DNF-2                  |
| 23                     | Damiano Caruso (ITA)    | 4.                     |
| 24                     | Kamil Gradek (POL)      | 124.                   |
| 25                     | Heinrich Haussler (AUS) | DNF-8                  |
| 26                     | Luis León Sánchez (ESP) | 23.                    |
| 27                     | Dylan Teuns (BEL)       | DNF-8                  |

| Movistar Team MOV | Movistar Team MOV       | Movistar Team MOV |
| ----------------- | ----------------------- | ----------------- |
| Nr                | Kolarz                  | Miejsce           |
| 31                | Enric Mas (ESP)         | DNS-8             |
| 32                | Imanol Erviti (ESP)     | DNF-1             |
| 33                | Gorka Izagirre (ESP)    | 64.               |
| 34                | Mathias Norsgaard (DEN) | 121.              |
| 35                | Matteo Jorgenson (USA)  | 13.               |
| 36                | Gregor Mühlberger (AUT) | 63.               |
| 37                | Carlos Verona (ESP)     | 19.               |

| Jumbo-Visma TJV | Jumbo-Visma TJV             | Jumbo-Visma TJV |
| --------------- | --------------------------- | --------------- |
| Nr              | Kolarz                      | Miejsce         |
| 41              | Primož Roglič (SLO)         | 1.              |
| 42              | Tiesj Benoot (BEL)          | 71.             |
| 43              | Chris Harper (AUS)          | 108.            |
| 44              | Steven Kruijswijk (NED)     | 21.             |
| 45              | Christophe Laporte (FRA)    | DNF-8           |
| 46              | Wout van Aert (BEL) (szosa) | 49.             |
| 47              | Jonas Vingegaard (DEN)      | 2.              |

| AG2R Citroën Team ACT | AG2R Citroën Team ACT        | AG2R Citroën Team ACT |
| --------------------- | ---------------------------- | --------------------- |
| Nr                    | Kolarz                       | Miejsce               |
| 51                    | Ben O’Connor (AUS)           | 3.                    |
| 52                    | Geoffrey Bouchard (FRA)      | 36.                   |
| 53                    | Stan Dewulf (BEL)            | 89.                   |
| 54                    | Oliver Naesen (BEL)          | 77.                   |
| 55                    | Aurélien Paret-Peintre (FRA) | 50.                   |
| 56                    | Greg Van Avermaet (BEL)      | 93.                   |
| 57                    | Clément Venturini (FRA)      | 84.                   |

| Groupama-FDJ GFC | Groupama-FDJ GFC                  | Groupama-FDJ GFC |
| ---------------- | --------------------------------- | ---------------- |
| Nr               | Kolarz                            | Miejsce          |
| 61               | David Gaudu (FRA)                 | 17.              |
| 62               | Bruno Armirail (FRA)              | 55.              |
| 63               | Kevin Geniets (LUX) (szosa i ITT) | 32.              |
| 64               | Olivier Le Gac (FRA)              | 98.              |
| 65               | Valentin Madouas (FRA)            | 45.              |
| 66               | Rudy Molard (FRA)                 | 37.              |
| 67               | Michael Storer (AUS)              | 40.              |

| Israel-Premier Tech IPT | Israel-Premier Tech IPT    | Israel-Premier Tech IPT |
| ----------------------- | -------------------------- | ----------------------- |
| Nr                      | Kolarz                     | Miejsce                 |
| 71                      | Chris Froome (GBR)         | DNS-7                   |
| 72                      | Simon Clarke (AUS)         | 68.                     |
| 73                      | Omer Goldstein (ISR) (ITT) | 73.                     |
| 74                      | Taj Jones (AUS)            | DNF-6                   |
| 75                      | Gaj Niw (ISR)              | 97.                     |
| 76                      | James Piccoli (CAN)        | 53.                     |
| 77                      | Gaj Sagiw (ISR)            | DNF-7                   |

| Uno-X Pro Cycling Team UXT | Uno-X Pro Cycling Team UXT       | Uno-X Pro Cycling Team UXT |
| -------------------------- | -------------------------------- | -------------------------- |
| Nr                         | Kolarz                           | Miejsce                    |
| 81                         | Tobias Halland Johannessen (NOR) | 10.                        |
| 82                         | Idar Andersen (NOR)              | 122.                       |
| 83                         | Anthon Charmig (DEN)             | 109.                       |
| 84                         | Niklas Eg (DEN)                  | DNF-1                      |
| 85                         | Anders Skaarseth (NOR)           | 52.                        |
| 86                         | Torjus Sleen (NOR)               | 81.                        |
| 87                         | Jonas Gregaard (DEN)             | 43.                        |

| Quick-Step Alpha Vinyl QST | Quick-Step Alpha Vinyl QST  | Quick-Step Alpha Vinyl QST |
| -------------------------- | --------------------------- | -------------------------- |
| Nr                         | Kolarz                      | Miejsce                    |
| 91                         | Andrea Bagioli (ITA)        | 16.                        |
| 92                         | Mattia Cattaneo (ITA)       | 34.                        |
| 93                         | Rémi Cavagna (FRA) (szosa)  | 70.                        |
| 94                         | Josef Černý (CZE) (ITT)     | DNF-2                      |
| 95                         | Dries Devenyns (BEL)        | DNF-8                      |
| 96                         | Mikkel Frølich Honoré (DEN) | 47.                        |
| 97                         | Jannik Steimle (GER)        | DNF-8                      |

| BikeExchange-Jayco BEX | BikeExchange-Jayco BEX      | BikeExchange-Jayco BEX |
| ---------------------- | --------------------------- | ---------------------- |
| Nr                     | Kolarz                      | Miejsce                |
| 101                    | Dylan Groenewegen (NED)     | DNS-7                  |
| 102                    | Kevin Colleoni (ITA)        | 117.                   |
| 103                    | Luke Durbridge (AUS)        | 118.                   |
| 104                    | Alexander Edmondson (AUS)   | DNF-8                  |
| 105                    | Tsgabu Grmay (ETH)          | 115.                   |
| 106                    | Amund Grøndahl Jansen (NOR) | 116.                   |
| 107                    | Nick Schultz (AUS)          | 26.                    |

| UAE Team Emirates UAD | UAE Team Emirates UAD       | UAE Team Emirates UAD |
| --------------------- | --------------------------- | --------------------- |
| Nr                    | Kolarz                      | Miejsce               |
| 111                   | Brandon McNulty (USA)       | 11.                   |
| 112                   | Ivo Oliveira (POR)          | 110.                  |
| 113                   | Andrés Camilo Ardila (COL)  | 87.                   |
| 114                   | Juan Ayuso (ESP)            | DNS-6                 |
| 115                   | George Bennett (NZL)        | 20.                   |
| 116                   | Juan Sebastián Molano (COL) | DSQ-6                 |
| 117                   | Oliviero Troia (ITA)        | DNF-8                 |

| Trek-Segafredo TFS | Trek-Segafredo TFS               | Trek-Segafredo TFS |
| ------------------ | -------------------------------- | ------------------ |
| Nr                 | Kolarz                           | Miejsce            |
| 121                | Antonio Tiberi (ITA)             | 66.                |
| 122                | Julien Bernard (FRA)             | 104.               |
| 123                | Kenny Elissonde (FRA)            | 22.                |
| 124                | Tony Gallopin (FRA)              | 62.                |
| 125                | Toms Skujiņš (LAT) (szosa i ITT) | 33.                |
| 126                | Jasper Stuyven (BEL)             | DNF-8              |
| 127                | Antwan Tolhoek (NED)             | 107.               |

| Cofidis COF | Cofidis COF           | Cofidis COF |
| ----------- | --------------------- | ----------- |
| Nr          | Kolarz                | Miejsce     |
| 131         | Benjamin Thomas (FRA) | 58.         |
| 132         | François Bidard (FRA) | 100.        |
| 133         | Thomas Champion (FRA) | 58.         |
| 134         | Eddy Finé (FRA)       | 103.        |
| 135         | Simon Geschke (GER)   | 38.         |
| 136         | Victor Lafay (FRA)    | 76.         |
| 137         | Hugo Toumire (FRA)    | 46.         |

| TotalEnergies TEN | TotalEnergies TEN          | TotalEnergies TEN |
| ----------------- | -------------------------- | ----------------- |
| Nr                | Kolarz                     | Miejsce           |
| 141               | Alexis Vuillermoz (FRA)    | 35.               |
| 142               | Edvald Boasson Hagen (NOR) | 95.               |
| 143               | Fabien Doubey (FRA)        | 85.               |
| 144               | Sandy Dujardin (FRA)       | DNF-7             |
| 145               | Valentin Ferron (FRA)      | 119.              |
| 146               | Fabien Grellier (FRA)      | 99.               |
| 147               | Dries Van Gestel (BEL)     | 123.              |

| EF Education-EasyPost EFE | EF Education-EasyPost EFE | EF Education-EasyPost EFE |
| ------------------------- | ------------------------- | ------------------------- |
| Nr                        | Kolarz                    | Miejsce                   |
| 151                       | Mark Padun (UKR)          | 113.                      |
| 152                       | Ruben Guerreiro (POR)     | 9.                        |
| 153                       | Esteban Chaves (COL)      | 7.                        |
| 154                       | Owain Doull (GBR)         | 91.                       |
| 155                       | Jens Keukeleire (BEL)     | 102.                      |
| 156                       | Sean Quinn (USA)          | 80.                       |
| 157                       | James Shaw (GBR)          | 86.                       |

| Arkéa-Samsic ARK | Arkéa-Samsic ARK         | Arkéa-Samsic ARK |
| ---------------- | ------------------------ | ---------------- |
| Nr               | Kolarz                   | Miejsce          |
| 161              | Warren Barguil (FRA)     | 24.              |
| 162              | Maxime Bouet (FRA)       | 44.              |
| 163              | Anthony Delaplace (FRA)  | 78.              |
| 164              | Thibault Guernalec (FRA) | 96.              |
| 165              | Simon Guglielmi (FRA)    | 29.              |
| 166              | Matis Louvel (FRA)       | 60.              |
| 167              | Łukasz Owsian (POL)      | 79.              |

| Intermarché-Wanty-Gobert Matériaux IWG | Intermarché-Wanty-Gobert Matériaux IWG | Intermarché-Wanty-Gobert Matériaux IWG |
| -------------------------------------- | -------------------------------------- | -------------------------------------- |
| Nr                                     | Kolarz                                 | Miejsce                                |
| 171                                    | Jan Hirt (CZE)                         | 18.                                    |
| 172                                    | Jan Bakelants (BEL)                    | 57.                                    |
| 173                                    | Kobe Goossens (BEL)                    | 27.                                    |
| 174                                    | Laurens Huys (BEL)                     | 90.                                    |
| 175                                    | Julius Johansen (DEN)                  | 125.                                   |
| 176                                    | Louis Meintjes (RSA)                   | 6.                                     |
| 177                                    | Hugo Page (FRA)                        | 69.                                    |

| Astana Qazaqstan Team AST | Astana Qazaqstan Team AST  | Astana Qazaqstan Team AST |
| ------------------------- | -------------------------- | ------------------------- |
| Nr                        | Kolarz                     | Miejsce                   |
| 181                       | Samuele Battistella (ITA)  | 94.                       |
| 182                       | Stefan de Bod (RSA)        | 42.                       |
| 183                       | Jurij Natarow (KAZ)        | 105.                      |
| 184                       | Alaksandr Rabuszenka (BLR) | 83.                       |
| 185                       | Javier Romo (ESP)          | 72.                       |
| 186                       | Simone Velasco (ITA)       | 59.                       |
| 187                       | Andriej Zejc (KAZ)         | 25.                       |

| Lotto-Soudal LTS | Lotto-Soudal LTS         | Lotto-Soudal LTS |
| ---------------- | ------------------------ | ---------------- |
| Nr               | Kolarz                   | Miejsce          |
| 191              | Steff Cras (BEL)         | 14.              |
| 192              | Carlos Barbero (ESP)     | 120.             |
| 193              | Filippo Conca (ITA)      | 74.              |
| 194              | Sébastien Grignard (BEL) | 101.             |
| 195              | Harry Sweeny (AUS)       | 92.              |
| 196              | Maxim Van Gils (BEL)     | 41.              |
| 197              | Xandres Vervloesem (BEL) | DNF-8            |

| Team DSM DSM | Team DSM DSM             | Team DSM DSM |
| ------------ | ------------------------ | ------------ |
| Nr           | Kolarz                   | Miejsce      |
| 201          | Niklas Märkl (GER)       | DNF-1        |
| 202          | Marco Brenner (GER)      | 114.         |
| 203          | Romain Combaud (FRA)     | 75.          |
| 204          | Mark Donovan (GBR)       | 39.          |
| 205          | Leon Heinschke (GER)     | DNF-6        |
| 206          | Henri Vandenabeele (BEL) | DNF-2        |
| 207          | Kevin Vermaerke (USA)    | 31.          |

| B&B Hotels-KTM BBK | B&B Hotels-KTM BBK          | B&B Hotels-KTM BBK |
| ------------------ | --------------------------- | ------------------ |
| Nr                 | Kolarz                      | Miejsce            |
| 211                | Luca Mozzato (ITA)          | DNF-7              |
| 212                | Franck Bonnamour (FRA)      | 61.                |
| 213                | Alexis Gougeard (FRA)       | DNF-6              |
| 214                | Miguel Heidemann (GER)      | 111.               |
| 215                | Eliot Lietaer (BEL)         | 56.                |
| 216                | Pierre Rolland (FRA)        | 54.                |
| 217                | Sebastian Schönberger (AUT) | 51.                |

| Ineos Grenadiers IGD | Ineos Grenadiers IGD      | Ineos Grenadiers IGD |
| -------------------- | ------------------------- | -------------------- |
| Nr                   | Kolarz                    | Miejsce              |
| 1                    | Tao Geoghegan Hart (GBR)  | 8.                   |
| 2                    | Andrey Amador (CRC)       | 88.                  |
| 3                    | Edward Dunbar (IRL)       | 30.                  |
| 4                    | Laurens De Plus (BEL)     | 67.                  |
| 5                    | Filippo Ganna (ITA) (ITT) | 82.                  |
| 6                    | Ethan Hayter (GBR) (ITT)  | 15.                  |
| 7                    | Michał Kwiatkowski (POL)  | DNF-6                |

| Bora-Hansgrohe BOH | Bora-Hansgrohe BOH           | Bora-Hansgrohe BOH |
| ------------------ | ---------------------------- | ------------------ |
| Nr                 | Kolarz                       | Miejsce            |
| 11                 | Patrick Konrad (AUT) (szosa) | 12.                |
| 12                 | Matteo Fabbro (ITA)          | 48.                |
| 13                 | Wilco Kelderman (NED)        | 28.                |
| 14                 | Jordi Meeus (BEL)            | DNS-7              |
| 15                 | Nils Politt (GER)            | 65.                |
| 16                 | Lukas Pöstlberger (AUT)      | 106.               |
| 17                 | Matthew Walls (GBR)          | DNF-5              |

| Bahrain Victorious TBV | Bahrain Victorious TBV  | Bahrain Victorious TBV |
| ---------------------- | ----------------------- | ---------------------- |
| Nr                     | Kolarz                  | Miejsce                |
| 21                     | Jack Haig (AUS)         | 5.                     |
| 22                     | Phil Bauhaus (GER)      | DNF-2                  |
| 23                     | Damiano Caruso (ITA)    | 4.                     |
| 24                     | Kamil Gradek (POL)      | 124.                   |
| 25                     | Heinrich Haussler (AUS) | DNF-8                  |
| 26                     | Luis León Sánchez (ESP) | 23.                    |
| 27                     | Dylan Teuns (BEL)       | DNF-8                  |

| Movistar Team MOV | Movistar Team MOV       | Movistar Team MOV |
| ----------------- | ----------------------- | ----------------- |
| Nr                | Kolarz                  | Miejsce           |
| 31                | Enric Mas (ESP)         | DNS-8             |
| 32                | Imanol Erviti (ESP)     | DNF-1             |
| 33                | Gorka Izagirre (ESP)    | 64.               |
| 34                | Mathias Norsgaard (DEN) | 121.              |
| 35                | Matteo Jorgenson (USA)  | 13.               |
| 36                | Gregor Mühlberger (AUT) | 63.               |
| 37                | Carlos Verona (ESP)     | 19.               |

| Jumbo-Visma TJV | Jumbo-Visma TJV             | Jumbo-Visma TJV |
| --------------- | --------------------------- | --------------- |
| Nr              | Kolarz                      | Miejsce         |
| 41              | Primož Roglič (SLO)         | 1.              |
| 42              | Tiesj Benoot (BEL)          | 71.             |
| 43              | Chris Harper (AUS)          | 108.            |
| 44              | Steven Kruijswijk (NED)     | 21.             |
| 45              | Christophe Laporte (FRA)    | DNF-8           |
| 46              | Wout van Aert (BEL) (szosa) | 49.             |
| 47              | Jonas Vingegaard (DEN)      | 2.              |

| AG2R Citroën Team ACT | AG2R Citroën Team ACT        | AG2R Citroën Team ACT |
| --------------------- | ---------------------------- | --------------------- |
| Nr                    | Kolarz                       | Miejsce               |
| 51                    | Ben O’Connor (AUS)           | 3.                    |
| 52                    | Geoffrey Bouchard (FRA)      | 36.                   |
| 53                    | Stan Dewulf (BEL)            | 89.                   |
| 54                    | Oliver Naesen (BEL)          | 77.                   |
| 55                    | Aurélien Paret-Peintre (FRA) | 50.                   |
| 56                    | Greg Van Avermaet (BEL)      | 93.                   |
| 57                    | Clément Venturini (FRA)      | 84.                   |

| Groupama-FDJ GFC | Groupama-FDJ GFC                  | Groupama-FDJ GFC |
| ---------------- | --------------------------------- | ---------------- |
| Nr               | Kolarz                            | Miejsce          |
| 61               | David Gaudu (FRA)                 | 17.              |
| 62               | Bruno Armirail (FRA)              | 55.              |
| 63               | Kevin Geniets (LUX) (szosa i ITT) | 32.              |
| 64               | Olivier Le Gac (FRA)              | 98.              |
| 65               | Valentin Madouas (FRA)            | 45.              |
| 66               | Rudy Molard (FRA)                 | 37.              |
| 67               | Michael Storer (AUS)              | 40.              |

| Israel-Premier Tech IPT | Israel-Premier Tech IPT    | Israel-Premier Tech IPT |
| ----------------------- | -------------------------- | ----------------------- |
| Nr                      | Kolarz                     | Miejsce                 |
| 71                      | Chris Froome (GBR)         | DNS-7                   |
| 72                      | Simon Clarke (AUS)         | 68.                     |
| 73                      | Omer Goldstein (ISR) (ITT) | 73.                     |
| 74                      | Taj Jones (AUS)            | DNF-6                   |
| 75                      | Gaj Niw (ISR)              | 97.                     |
| 76                      | James Piccoli (CAN)        | 53.                     |
| 77                      | Gaj Sagiw (ISR)            | DNF-7                   |

| Uno-X Pro Cycling Team UXT | Uno-X Pro Cycling Team UXT       | Uno-X Pro Cycling Team UXT |
| -------------------------- | -------------------------------- | -------------------------- |
| Nr                         | Kolarz                           | Miejsce                    |
| 81                         | Tobias Halland Johannessen (NOR) | 10.                        |
| 82                         | Idar Andersen (NOR)              | 122.                       |
| 83                         | Anthon Charmig (DEN)             | 109.                       |
| 84                         | Niklas Eg (DEN)                  | DNF-1                      |
| 85                         | Anders Skaarseth (NOR)           | 52.                        |
| 86                         | Torjus Sleen (NOR)               | 81.                        |
| 87                         | Jonas Gregaard (DEN)             | 43.                        |

| Quick-Step Alpha Vinyl QST | Quick-Step Alpha Vinyl QST  | Quick-Step Alpha Vinyl QST |
| -------------------------- | --------------------------- | -------------------------- |
| Nr                         | Kolarz                      | Miejsce                    |
| 91                         | Andrea Bagioli (ITA)        | 16.                        |
| 92                         | Mattia Cattaneo (ITA)       | 34.                        |
| 93                         | Rémi Cavagna (FRA) (szosa)  | 70.                        |
| 94                         | Josef Černý (CZE) (ITT)     | DNF-2                      |
| 95                         | Dries Devenyns (BEL)        | DNF-8                      |
| 96                         | Mikkel Frølich Honoré (DEN) | 47.                        |
| 97                         | Jannik Steimle (GER)        | DNF-8                      |

| BikeExchange-Jayco BEX | BikeExchange-Jayco BEX      | BikeExchange-Jayco BEX |
| ---------------------- | --------------------------- | ---------------------- |
| Nr                     | Kolarz                      | Miejsce                |
| 101                    | Dylan Groenewegen (NED)     | DNS-7                  |
| 102                    | Kevin Colleoni (ITA)        | 117.                   |
| 103                    | Luke Durbridge (AUS)        | 118.                   |
| 104                    | Alexander Edmondson (AUS)   | DNF-8                  |
| 105                    | Tsgabu Grmay (ETH)          | 115.                   |
| 106                    | Amund Grøndahl Jansen (NOR) | 116.                   |
| 107                    | Nick Schultz (AUS)          | 26.                    |

| UAE Team Emirates UAD | UAE Team Emirates UAD       | UAE Team Emirates UAD |
| --------------------- | --------------------------- | --------------------- |
| Nr                    | Kolarz                      | Miejsce               |
| 111                   | Brandon McNulty (USA)       | 11.                   |
| 112                   | Ivo Oliveira (POR)          | 110.                  |
| 113                   | Andrés Camilo Ardila (COL)  | 87.                   |
| 114                   | Juan Ayuso (ESP)            | DNS-6                 |
| 115                   | George Bennett (NZL)        | 20.                   |
| 116                   | Juan Sebastián Molano (COL) | DSQ-6                 |
| 117                   | Oliviero Troia (ITA)        | DNF-8                 |

| Trek-Segafredo TFS | Trek-Segafredo TFS               | Trek-Segafredo TFS |
| ------------------ | -------------------------------- | ------------------ |
| Nr                 | Kolarz                           | Miejsce            |
| 121                | Antonio Tiberi (ITA)             | 66.                |
| 122                | Julien Bernard (FRA)             | 104.               |
| 123                | Kenny Elissonde (FRA)            | 22.                |
| 124                | Tony Gallopin (FRA)              | 62.                |
| 125                | Toms Skujiņš (LAT) (szosa i ITT) | 33.                |
| 126                | Jasper Stuyven (BEL)             | DNF-8              |
| 127                | Antwan Tolhoek (NED)             | 107.               |

| Cofidis COF | Cofidis COF           | Cofidis COF |
| ----------- | --------------------- | ----------- |
| Nr          | Kolarz                | Miejsce     |
| 131         | Benjamin Thomas (FRA) | 58.         |
| 132         | François Bidard (FRA) | 100.        |
| 133         | Thomas Champion (FRA) | 58.         |
| 134         | Eddy Finé (FRA)       | 103.        |
| 135         | Simon Geschke (GER)   | 38.         |
| 136         | Victor Lafay (FRA)    | 76.         |
| 137         | Hugo Toumire (FRA)    | 46.         |

| TotalEnergies TEN | TotalEnergies TEN          | TotalEnergies TEN |
| ----------------- | -------------------------- | ----------------- |
| Nr                | Kolarz                     | Miejsce           |
| 141               | Alexis Vuillermoz (FRA)    | 35.               |
| 142               | Edvald Boasson Hagen (NOR) | 95.               |
| 143               | Fabien Doubey (FRA)        | 85.               |
| 144               | Sandy Dujardin (FRA)       | DNF-7             |
| 145               | Valentin Ferron (FRA)      | 119.              |
| 146               | Fabien Grellier (FRA)      | 99.               |
| 147               | Dries Van Gestel (BEL)     | 123.              |

| EF Education-EasyPost EFE | EF Education-EasyPost EFE | EF Education-EasyPost EFE |
| ------------------------- | ------------------------- | ------------------------- |
| Nr                        | Kolarz                    | Miejsce                   |
| 151                       | Mark Padun (UKR)          | 113.                      |
| 152                       | Ruben Guerreiro (POR)     | 9.                        |
| 153                       | Esteban Chaves (COL)      | 7.                        |
| 154                       | Owain Doull (GBR)         | 91.                       |
| 155                       | Jens Keukeleire (BEL)     | 102.                      |
| 156                       | Sean Quinn (USA)          | 80.                       |
| 157                       | James Shaw (GBR)          | 86.                       |

| Arkéa-Samsic ARK | Arkéa-Samsic ARK         | Arkéa-Samsic ARK |
| ---------------- | ------------------------ | ---------------- |
| Nr               | Kolarz                   | Miejsce          |
| 161              | Warren Barguil (FRA)     | 24.              |
| 162              | Maxime Bouet (FRA)       | 44.              |
| 163              | Anthony Delaplace (FRA)  | 78.              |
| 164              | Thibault Guernalec (FRA) | 96.              |
| 165              | Simon Guglielmi (FRA)    | 29.              |
| 166              | Matis Louvel (FRA)       | 60.              |
| 167              | Łukasz Owsian (POL)      | 79.              |

| Intermarché-Wanty-Gobert Matériaux IWG | Intermarché-Wanty-Gobert Matériaux IWG | Intermarché-Wanty-Gobert Matériaux IWG |
| -------------------------------------- | -------------------------------------- | -------------------------------------- |
| Nr                                     | Kolarz                                 | Miejsce                                |
| 171                                    | Jan Hirt (CZE)                         | 18.                                    |
| 172                                    | Jan Bakelants (BEL)                    | 57.                                    |
| 173                                    | Kobe Goossens (BEL)                    | 27.                                    |
| 174                                    | Laurens Huys (BEL)                     | 90.                                    |
| 175                                    | Julius Johansen (DEN)                  | 125.                                   |
| 176                                    | Louis Meintjes (RSA)                   | 6.                                     |
| 177                                    | Hugo Page (FRA)                        | 69.                                    |

| Astana Qazaqstan Team AST | Astana Qazaqstan Team AST  | Astana Qazaqstan Team AST |
| ------------------------- | -------------------------- | ------------------------- |
| Nr                        | Kolarz                     | Miejsce                   |
| 181                       | Samuele Battistella (ITA)  | 94.                       |
| 182                       | Stefan de Bod (RSA)        | 42.                       |
| 183                       | Jurij Natarow (KAZ)        | 105.                      |
| 184                       | Alaksandr Rabuszenka (BLR) | 83.                       |
| 185                       | Javier Romo (ESP)          | 72.                       |
| 186                       | Simone Velasco (ITA)       | 59.                       |
| 187                       | Andriej Zejc (KAZ)         | 25.                       |

| Lotto-Soudal LTS | Lotto-Soudal LTS         | Lotto-Soudal LTS |
| ---------------- | ------------------------ | ---------------- |
| Nr               | Kolarz                   | Miejsce          |
| 191              | Steff Cras (BEL)         | 14.              |
| 192              | Carlos Barbero (ESP)     | 120.             |
| 193              | Filippo Conca (ITA)      | 74.              |
| 194              | Sébastien Grignard (BEL) | 101.             |
| 195              | Harry Sweeny (AUS)       | 92.              |
| 196              | Maxim Van Gils (BEL)     | 41.              |
| 197              | Xandres Vervloesem (BEL) | DNF-8            |

| Team DSM DSM | Team DSM DSM             | Team DSM DSM |
| ------------ | ------------------------ | ------------ |
| Nr           | Kolarz                   | Miejsce      |
| 201          | Niklas Märkl (GER)       | DNF-1        |
| 202          | Marco Brenner (GER)      | 114.         |
| 203          | Romain Combaud (FRA)     | 75.          |
| 204          | Mark Donovan (GBR)       | 39.          |
| 205          | Leon Heinschke (GER)     | DNF-6        |
| 206          | Henri Vandenabeele (BEL) | DNF-2        |
| 207          | Kevin Vermaerke (USA)    | 31.          |

| B&B Hotels-KTM BBK | B&B Hotels-KTM BBK          | B&B Hotels-KTM BBK |
| ------------------ | --------------------------- | ------------------ |
| Nr                 | Kolarz                      | Miejsce            |
| 211                | Luca Mozzato (ITA)          | DNF-7              |
| 212                | Franck Bonnamour (FRA)      | 61.                |
| 213                | Alexis Gougeard (FRA)       | DNF-6              |
| 214                | Miguel Heidemann (GER)      | 111.               |
| 215                | Eliot Lietaer (BEL)         | 56.                |
| 216                | Pierre Rolland (FRA)        | 54.                |
| 217                | Sebastian Schönberger (AUT) | 51.                |

Legenda: DNF – nie ukończył etapu, OTL – przekroczył limit czasu, DNS – nie wystartował do etapu, DSQ – zdyskwalifikowany. Numer przy skrócie oznacza etap, na którym kolarz opuścił wyścig.

## Wyniki etapów

### Etap 1
| La Voulte-sur-Rhône - Beauchastel | pagórkowaty | (191,8 km) |

| \| Klasyfikacja etapu \| Klasyfikacja etapu \| Klasyfikacja etapu \| Klasyfikacja etapu \| Klasyfikacja etapu \| \| Kolarz \| Kolarz \| Państwo \| Drużyna \| Czas \| \| ------------------ \| -------------------- \| ------------------ \| ---------------------------------- \| ------------------ \| \| 1. \| Wout van Aert \| Belgia \| Jumbo-Visma \| 4h 37' 31" \| \| 2. \| Ethan Hayter \| Wielka Brytania \| Ineos Grenadiers \| + 0" \| \| 3. \| Sean Quinn \| Stany Zjednoczone \| EF Education-EasyPost \| + 0" \| \| 4. \| Hugo Page \| Francja \| Intermarché-Wanty-Gobert Matériaux \| + 0" \| \| 5. \| Edvald Boasson Hagen \| Norwegia \| TotalEnergies \| + 0" \| \| 6. \| Jasper Stuyven \| Belgia \| Trek-Segafredo \| + 0" \| \| 7. \| Clément Venturini \| Francja \| AG2R Citroën Team \| + 0" \| \| 8. \| Maxim Van Gils \| Belgia \| Lotto-Soudal \| + 0" \| \| 9. \| Benjamin Thomas \| Francja \| Cofidis \| + 0" \| \| 10. \| Jannik Steimle \| Niemcy \| Quick-Step Alpha Vinyl \| + 0" \| |                      |                   |                                    |            |
| |                      |                   |                                    |            |
| Źródło: ProCyclingStats |                      |                   |                                    |            |
| Klasyfikacja etapu |                      |                   |                                    |            |
| Kolarz | Kolarz               | Państwo           | Drużyna                            | Czas       |
| 1. | Wout van Aert        | Belgia            | Jumbo-Visma                        | 4h 37' 31" |
| 2. | Ethan Hayter         | Wielka Brytania   | Ineos Grenadiers                   | + 0"       |
| 3. | Sean Quinn           | Stany Zjednoczone | EF Education-EasyPost              | + 0"       |
| 4. | Hugo Page            | Francja           | Intermarché-Wanty-Gobert Matériaux | + 0"       |
| 5. | Edvald Boasson Hagen | Norwegia          | TotalEnergies                      | + 0"       |
| 6. | Jasper Stuyven       | Belgia            | Trek-Segafredo                     | + 0"       |
| 7. | Clément Venturini    | Francja           | AG2R Citroën Team                  | + 0"       |
| 8. | Maxim Van Gils       | Belgia            | Lotto-Soudal                       | + 0"       |
| 9. | Benjamin Thomas      | Francja           | Cofidis                            | + 0"       |
| 10. | Jannik Steimle       | Niemcy            | Quick-Step Alpha Vinyl             | + 0"       |

| \| Klasyfikacja generalna \| Klasyfikacja generalna \| Klasyfikacja generalna \| Klasyfikacja generalna \| Klasyfikacja generalna \| \| Kolarz \| Kolarz \| Państwo \| Drużyna \| Czas \| \| ---------------------- \| ---------------------- \| ---------------------- \| ---------------------------------- \| ---------------------- \| \| 1. \| Wout van Aert \| Belgia \| Jumbo-Visma \| 4h 37' 21" \| \| 2. \| Ethan Hayter \| Wielka Brytania \| Ineos Grenadiers \| + 4" \| \| 3. \| Sean Quinn \| Stany Zjednoczone \| EF Education-EasyPost \| + 6" \| \| 4. \| Maxime Bouet \| Francja \| Arkéa-Samsic \| + 7" \| \| 5. \| Laurens Huys \| Belgia \| Intermarché-Wanty-Gobert Matériaux \| + 8" \| \| 6. \| Pierre Rolland \| Francja \| B&B Hotels-KTM \| + 9" \| \| 7. \| Hugo Page \| Francja \| Intermarché-Wanty-Gobert Matériaux \| + 10" \| \| 8. \| Edvald Boasson Hagen \| Norwegia \| TotalEnergies \| + 10" \| \| 9. \| Jasper Stuyven \| Belgia \| Trek-Segafredo \| + 10" \| \| 10. \| Clément Venturini \| Francja \| AG2R Citroën Team \| + 10" \| |                      |                   |                                    |            |
| |                      |                   |                                    |            |
| Źródło: ProCyclingStats |                      |                   |                                    |            |
| Klasyfikacja generalna |                      |                   |                                    |            |
| Kolarz | Kolarz               | Państwo           | Drużyna                            | Czas       |
| 1. | Wout van Aert        | Belgia            | Jumbo-Visma                        | 4h 37' 21" |
| 2. | Ethan Hayter         | Wielka Brytania   | Ineos Grenadiers                   | + 4"       |
| 3. | Sean Quinn           | Stany Zjednoczone | EF Education-EasyPost              | + 6"       |
| 4. | Maxime Bouet         | Francja           | Arkéa-Samsic                       | + 7"       |
| 5. | Laurens Huys         | Belgia            | Intermarché-Wanty-Gobert Matériaux | + 8"       |
| 6. | Pierre Rolland       | Francja           | B&B Hotels-KTM                     | + 9"       |
| 7. | Hugo Page            | Francja           | Intermarché-Wanty-Gobert Matériaux | + 10"      |
| 8. | Edvald Boasson Hagen | Norwegia          | TotalEnergies                      | + 10"      |
| 9. | Jasper Stuyven       | Belgia            | Trek-Segafredo                     | + 10"      |
| 10. | Clément Venturini    | Francja           | AG2R Citroën Team                  | + 10"      |

### Etap 2
| Saint-Péray - Brives-Charensac | pagórkowaty | (169,8 km) |

| \| Klasyfikacja etapu \| Klasyfikacja etapu \| Klasyfikacja etapu \| Klasyfikacja etapu \| Klasyfikacja etapu \| \| Kolarz \| Kolarz \| Państwo \| Drużyna \| Czas \| \| ------------------ \| -------------------- \| ------------------ \| ---------------------------------- \| ------------------ \| \| 1. \| Alexis Vuillermoz \| Francja \| TotalEnergies \| 4h 03' 34" \| \| 2. \| Anders Skaarseth \| Norwegia \| Uno-X Pro Cycling Team \| + 0" \| \| 3. \| Olivier Le Gac \| Francja \| Groupama-FDJ \| + 0" \| \| 4. \| Kevin Vermaerke \| Stany Zjednoczone \| Team DSM \| + 0" \| \| 5. \| Anthony Delaplace \| Francja \| Arkéa-Samsic \| + 0" \| \| 6. \| Wout van Aert \| Belgia \| Jumbo-Visma \| + 5" \| \| 7. \| Ethan Hayter \| Wielka Brytania \| Ineos Grenadiers \| + 5" \| \| 8. \| Hugo Page \| Francja \| Intermarché-Wanty-Gobert Matériaux \| + 5" \| \| 9. \| Clément Venturini \| Francja \| AG2R Citroën Team \| + 5" \| \| 10. \| Alaksandr Rabuszenka \| Białoruś \| Astana Qazaqstan Team \| + 5" \| |                      |                   |                                    |            |
| |                      |                   |                                    |            |
| Źródło: ProCyclingStats |                      |                   |                                    |            |
| Klasyfikacja etapu |                      |                   |                                    |            |
| Kolarz | Kolarz               | Państwo           | Drużyna                            | Czas       |
| 1. | Alexis Vuillermoz    | Francja           | TotalEnergies                      | 4h 03' 34" |
| 2. | Anders Skaarseth     | Norwegia          | Uno-X Pro Cycling Team             | + 0"       |
| 3. | Olivier Le Gac       | Francja           | Groupama-FDJ                       | + 0"       |
| 4. | Kevin Vermaerke      | Stany Zjednoczone | Team DSM                           | + 0"       |
| 5. | Anthony Delaplace    | Francja           | Arkéa-Samsic                       | + 0"       |
| 6. | Wout van Aert        | Belgia            | Jumbo-Visma                        | + 5"       |
| 7. | Ethan Hayter         | Wielka Brytania   | Ineos Grenadiers                   | + 5"       |
| 8. | Hugo Page            | Francja           | Intermarché-Wanty-Gobert Matériaux | + 5"       |
| 9. | Clément Venturini    | Francja           | AG2R Citroën Team                  | + 5"       |
| 10. | Alaksandr Rabuszenka | Białoruś          | Astana Qazaqstan Team              | + 5"       |

| \| Klasyfikacja generalna \| Klasyfikacja generalna \| Klasyfikacja generalna \| Klasyfikacja generalna \| Klasyfikacja generalna \| \| Kolarz \| Kolarz \| Państwo \| Drużyna \| Czas \| \| ---------------------- \| ---------------------- \| ---------------------- \| ---------------------------------- \| ---------------------- \| \| 1. \| Alexis Vuillermoz \| Francja \| TotalEnergies \| 8h 40' 55" \| \| 2. \| Anders Skaarseth \| Norwegia \| Uno-X Pro Cycling Team \| + 3" \| \| 3. \| Olivier Le Gac \| Francja \| Groupama-FDJ \| + 4" \| \| 4. \| Wout van Aert \| Belgia \| Jumbo-Visma \| + 5" \| \| 5. \| Kevin Vermaerke \| Stany Zjednoczone \| Team DSM \| + 7" \| \| 6. \| Ethan Hayter \| Wielka Brytania \| Ineos Grenadiers \| + 9" \| \| 7. \| Anthony Delaplace \| Francja \| Arkéa-Samsic \| + 10" \| \| 8. \| Sean Quinn \| Stany Zjednoczone \| EF Education-EasyPost \| + 11" \| \| 9. \| Maxime Bouet \| Francja \| Arkéa-Samsic \| + 12" \| \| 10. \| Laurens Huys \| Belgia \| Intermarché-Wanty-Gobert Matériaux \| + 13" \| |                   |                   |                                    |            |
| |                   |                   |                                    |            |
| Źródło: ProCyclingStats |                   |                   |                                    |            |
| Klasyfikacja generalna |                   |                   |                                    |            |
| Kolarz | Kolarz            | Państwo           | Drużyna                            | Czas       |
| 1. | Alexis Vuillermoz | Francja           | TotalEnergies                      | 8h 40' 55" |
| 2. | Anders Skaarseth  | Norwegia          | Uno-X Pro Cycling Team             | + 3"       |
| 3. | Olivier Le Gac    | Francja           | Groupama-FDJ                       | + 4"       |
| 4. | Wout van Aert     | Belgia            | Jumbo-Visma                        | + 5"       |
| 5. | Kevin Vermaerke   | Stany Zjednoczone | Team DSM                           | + 7"       |
| 6. | Ethan Hayter      | Wielka Brytania   | Ineos Grenadiers                   | + 9"       |
| 7. | Anthony Delaplace | Francja           | Arkéa-Samsic                       | + 10"      |
| 8. | Sean Quinn        | Stany Zjednoczone | EF Education-EasyPost              | + 11"      |
| 9. | Maxime Bouet      | Francja           | Arkéa-Samsic                       | + 12"      |
| 10. | Laurens Huys      | Belgia            | Intermarché-Wanty-Gobert Matériaux | + 13"      |

### Etap 3
| Saint-Paulien - Chastreix-Sancy | pagórkowaty | (164 km) |

| \| Klasyfikacja etapu \| Klasyfikacja etapu \| Klasyfikacja etapu \| Klasyfikacja etapu \| Klasyfikacja etapu \| \| Kolarz \| Kolarz \| Państwo \| Drużyna \| Czas \| \| ------------------ \| ------------------ \| ------------------ \| --------------------- \| ------------------ \| \| 1. \| David Gaudu \| Francja \| Groupama-FDJ \| 4h 09' 38" \| \| 2. \| Wout van Aert \| Belgia \| Jumbo-Visma \| + 0" \| \| 3. \| Victor Lafay \| Francja \| Cofidis \| + 0" \| \| 4. \| Ruben Guerreiro \| Portugalia \| EF Education-EasyPost \| + 0" \| \| 5. \| Kevin Geniets \| Luksemburg \| Groupama-FDJ \| + 0" \| \| 6. \| Nick Schultz \| Australia \| BikeExchange-Jayco \| + 0" \| \| 7. \| Damiano Caruso \| Włochy \| Bahrain Victorious \| + 0" \| \| 8. \| Dylan Teuns \| Belgia \| Bahrain Victorious \| + 0" \| \| 9. \| Matteo Jorgenson \| Stany Zjednoczone \| Movistar Team \| + 0" \| \| 10. \| Brandon McNulty \| Stany Zjednoczone \| UAE Team Emirates \| + 0" \| |                  |                   |                       |            |
| |                  |                   |                       |            |
| Źródło: ProCyclingStats |                  |                   |                       |            |
| Klasyfikacja etapu |                  |                   |                       |            |
| Kolarz | Kolarz           | Państwo           | Drużyna               | Czas       |
| 1. | David Gaudu      | Francja           | Groupama-FDJ          | 4h 09' 38" |
| 2. | Wout van Aert    | Belgia            | Jumbo-Visma           | + 0"       |
| 3. | Victor Lafay     | Francja           | Cofidis               | + 0"       |
| 4. | Ruben Guerreiro  | Portugalia        | EF Education-EasyPost | + 0"       |
| 5. | Kevin Geniets    | Luksemburg        | Groupama-FDJ          | + 0"       |
| 6. | Nick Schultz     | Australia         | BikeExchange-Jayco    | + 0"       |
| 7. | Damiano Caruso   | Włochy            | Bahrain Victorious    | + 0"       |
| 8. | Dylan Teuns      | Belgia            | Bahrain Victorious    | + 0"       |
| 9. | Matteo Jorgenson | Stany Zjednoczone | Movistar Team         | + 0"       |
| 10. | Brandon McNulty  | Stany Zjednoczone | UAE Team Emirates     | + 0"       |

| \| Klasyfikacja generalna \| Klasyfikacja generalna \| Klasyfikacja generalna \| Klasyfikacja generalna \| Klasyfikacja generalna \| \| Kolarz \| Kolarz \| Państwo \| Drużyna \| Czas \| \| ---------------------- \| ---------------------- \| ---------------------- \| ---------------------- \| ---------------------- \| \| 1. \| Wout van Aert \| Belgia \| Jumbo-Visma \| 12h 50' 38" \| \| 2. \| David Gaudu \| Francja \| Groupama-FDJ \| + 6" \| \| 3. \| Victor Lafay \| Francja \| Cofidis \| + 12" \| \| 4. \| Patrick Konrad \| Austria \| Bora-Hansgrohe \| + 16" \| \| 5. \| Matteo Jorgenson \| Stany Zjednoczone \| Movistar Team \| + 16" \| \| 6. \| Ruben Guerreiro \| Portugalia \| EF Education-EasyPost \| + 16" \| \| 7. \| Esteban Chaves \| Kolumbia \| EF Education-EasyPost \| + 16" \| \| 8. \| Primož Roglič \| Słowenia \| Jumbo-Visma \| + 16" \| \| 9. \| Steff Cras \| Belgia \| Lotto-Soudal \| + 16" \| \| 10. \| Ben O’Connor \| Australia \| AG2R Citroën Team \| + 16" \| |                  |                   |                       |             |
| |                  |                   |                       |             |
| Źródło: ProCyclingStats |                  |                   |                       |             |
| Klasyfikacja generalna |                  |                   |                       |             |
| Kolarz | Kolarz           | Państwo           | Drużyna               | Czas        |
| 1. | Wout van Aert    | Belgia            | Jumbo-Visma           | 12h 50' 38" |
| 2. | David Gaudu      | Francja           | Groupama-FDJ          | + 6"        |
| 3. | Victor Lafay     | Francja           | Cofidis               | + 12"       |
| 4. | Patrick Konrad   | Austria           | Bora-Hansgrohe        | + 16"       |
| 5. | Matteo Jorgenson | Stany Zjednoczone | Movistar Team         | + 16"       |
| 6. | Ruben Guerreiro  | Portugalia        | EF Education-EasyPost | + 16"       |
| 7. | Esteban Chaves   | Kolumbia          | EF Education-EasyPost | + 16"       |
| 8. | Primož Roglič    | Słowenia          | Jumbo-Visma           | + 16"       |
| 9. | Steff Cras       | Belgia            | Lotto-Soudal          | + 16"       |
| 10. | Ben O’Connor     | Australia         | AG2R Citroën Team     | + 16"       |

### Etap 4
| Montbrison - Château de la Bâtie d'Urfé | jazda indywidualna na czas | (31,9 km) |

| \| Klasyfikacja etapu \| Klasyfikacja etapu \| Klasyfikacja etapu \| Klasyfikacja etapu \| Klasyfikacja etapu \| \| Kolarz \| Kolarz \| Państwo \| Drużyna \| Czas \| \| ------------------ \| ------------------ \| ------------------ \| ---------------------- \| ------------------ \| \| 1. \| Filippo Ganna \| Włochy \| Ineos Grenadiers \| 35' 32" \| \| 2. \| Wout van Aert \| Belgia \| Jumbo-Visma \| + 2" \| \| 3. \| Ethan Hayter \| Wielka Brytania \| Ineos Grenadiers \| + 17" \| \| 4. \| Mattia Cattaneo \| Włochy \| Quick-Step Alpha Vinyl \| + 39" \| \| 5. \| Primož Roglič \| Słowenia \| Jumbo-Visma \| + 42" \| \| 6. \| Luke Durbridge \| Australia \| BikeExchange-Jayco \| + 53" \| \| 7. \| Jonas Vingegaard \| Dania \| Jumbo-Visma \| + 1' 12" \| \| 8. \| Damiano Caruso \| Włochy \| Bahrain Victorious \| + 1' 25" \| \| 9. \| Tao Geoghegan Hart \| Wielka Brytania \| Ineos Grenadiers \| + 1' 31" \| \| 10. \| Juan Ayuso \| Hiszpania \| UAE Team Emirates \| + 1' 34" \| |                    |                 |                        |          |
| |                    |                 |                        |          |
| Źródło: ProCyclingStats |                    |                 |                        |          |
| Klasyfikacja etapu |                    |                 |                        |          |
| Kolarz | Kolarz             | Państwo         | Drużyna                | Czas     |
| 1. | Filippo Ganna      | Włochy          | Ineos Grenadiers       | 35' 32"  |
| 2. | Wout van Aert      | Belgia          | Jumbo-Visma            | + 2"     |
| 3. | Ethan Hayter       | Wielka Brytania | Ineos Grenadiers       | + 17"    |
| 4. | Mattia Cattaneo    | Włochy          | Quick-Step Alpha Vinyl | + 39"    |
| 5. | Primož Roglič      | Słowenia        | Jumbo-Visma            | + 42"    |
| 6. | Luke Durbridge     | Australia       | BikeExchange-Jayco     | + 53"    |
| 7. | Jonas Vingegaard   | Dania           | Jumbo-Visma            | + 1' 12" |
| 8. | Damiano Caruso     | Włochy          | Bahrain Victorious     | + 1' 25" |
| 9. | Tao Geoghegan Hart | Wielka Brytania | Ineos Grenadiers       | + 1' 31" |
| 10. | Juan Ayuso         | Hiszpania       | UAE Team Emirates      | + 1' 34" |

| \| Klasyfikacja generalna \| Klasyfikacja generalna \| Klasyfikacja generalna \| Klasyfikacja generalna \| Klasyfikacja generalna \| \| Kolarz \| Kolarz \| Państwo \| Drużyna \| Czas \| \| ---------------------- \| ---------------------- \| ---------------------- \| ---------------------- \| ---------------------- \| \| 1. \| Wout van Aert \| Belgia \| Jumbo-Visma \| 13h 26' 06" \| \| 2. \| Mattia Cattaneo \| Włochy \| Quick-Step Alpha Vinyl \| + 53" \| \| 3. \| Primož Roglič \| Słowenia \| Jumbo-Visma \| + 56" \| \| 4. \| Jonas Vingegaard \| Dania \| Jumbo-Visma \| + 1' 26" \| \| 5. \| Ethan Hayter \| Wielka Brytania \| Ineos Grenadiers \| + 1' 26" \| \| 6. \| Damiano Caruso \| Włochy \| Bahrain Victorious \| + 1' 39" \| \| 7. \| Tao Geoghegan Hart \| Wielka Brytania \| Ineos Grenadiers \| + 1' 45" \| \| 8. \| Juan Ayuso \| Hiszpania \| UAE Team Emirates \| + 1' 48" \| \| 9. \| Matteo Jorgenson \| Stany Zjednoczone \| Movistar Team \| + 1' 50" \| \| 10. \| Ben O’Connor \| Australia \| AG2R Citroën Team \| + 2' 00" \| |                    |                   |                        |             |
| |                    |                   |                        |             |
| Źródło: ProCyclingStats |                    |                   |                        |             |
| Klasyfikacja generalna |                    |                   |                        |             |
| Kolarz | Kolarz             | Państwo           | Drużyna                | Czas        |
| 1. | Wout van Aert      | Belgia            | Jumbo-Visma            | 13h 26' 06" |
| 2. | Mattia Cattaneo    | Włochy            | Quick-Step Alpha Vinyl | + 53"       |
| 3. | Primož Roglič      | Słowenia          | Jumbo-Visma            | + 56"       |
| 4. | Jonas Vingegaard   | Dania             | Jumbo-Visma            | + 1' 26"    |
| 5. | Ethan Hayter       | Wielka Brytania   | Ineos Grenadiers       | + 1' 26"    |
| 6. | Damiano Caruso     | Włochy            | Bahrain Victorious     | + 1' 39"    |
| 7. | Tao Geoghegan Hart | Wielka Brytania   | Ineos Grenadiers       | + 1' 45"    |
| 8. | Juan Ayuso         | Hiszpania         | UAE Team Emirates      | + 1' 48"    |
| 9. | Matteo Jorgenson   | Stany Zjednoczone | Movistar Team          | + 1' 50"    |
| 10. | Ben O’Connor       | Australia         | AG2R Citroën Team      | + 2' 00"    |

### Etap 5
| Thizy-les-Bourgs - Chaintré | pagórkowaty | (162,3 km) |

| \| Klasyfikacja etapu \| Klasyfikacja etapu \| Klasyfikacja etapu \| Klasyfikacja etapu \| Klasyfikacja etapu \| \| Kolarz \| Kolarz \| Państwo \| Drużyna \| Czas \| \| ------------------ \| --------------------- \| ------------------ \| ---------------------------------- \| ------------------ \| \| 1. \| Wout van Aert \| Belgia \| Jumbo-Visma \| 3h 38' 35" \| \| 2. \| Jordi Meeus \| Belgia \| Bora-Hansgrohe \| + 0" \| \| 3. \| Ethan Hayter \| Wielka Brytania \| Ineos Grenadiers \| + 0" \| \| 4. \| Edvald Boasson Hagen \| Norwegia \| TotalEnergies \| + 0" \| \| 5. \| Hugo Page \| Francja \| Intermarché-Wanty-Gobert Matériaux \| + 0" \| \| 6. \| Jasper Stuyven \| Belgia \| Trek-Segafredo \| + 0" \| \| 7. \| Andrea Bagioli \| Włochy \| Quick-Step Alpha Vinyl \| + 0" \| \| 8. \| Jan Bakelants \| Belgia \| Intermarché-Wanty-Gobert Matériaux \| + 0" \| \| 9. \| Matis Louvel \| Francja \| Arkéa-Samsic \| + 0" \| \| 10. \| Juan Sebastián Molano \| Kolumbia \| UAE Team Emirates \| + 0" \| |                       |                 |                                    |            |
| |                       |                 |                                    |            |
| Źródło: ProCyclingStats |                       |                 |                                    |            |
| Klasyfikacja etapu |                       |                 |                                    |            |
| Kolarz | Kolarz                | Państwo         | Drużyna                            | Czas       |
| 1. | Wout van Aert         | Belgia          | Jumbo-Visma                        | 3h 38' 35" |
| 2. | Jordi Meeus           | Belgia          | Bora-Hansgrohe                     | + 0"       |
| 3. | Ethan Hayter          | Wielka Brytania | Ineos Grenadiers                   | + 0"       |
| 4. | Edvald Boasson Hagen  | Norwegia        | TotalEnergies                      | + 0"       |
| 5. | Hugo Page             | Francja         | Intermarché-Wanty-Gobert Matériaux | + 0"       |
| 6. | Jasper Stuyven        | Belgia          | Trek-Segafredo                     | + 0"       |
| 7. | Andrea Bagioli        | Włochy          | Quick-Step Alpha Vinyl             | + 0"       |
| 8. | Jan Bakelants         | Belgia          | Intermarché-Wanty-Gobert Matériaux | + 0"       |
| 9. | Matis Louvel          | Francja         | Arkéa-Samsic                       | + 0"       |
| 10. | Juan Sebastián Molano | Kolumbia        | UAE Team Emirates                  | + 0"       |

| \| Klasyfikacja generalna \| Klasyfikacja generalna \| Klasyfikacja generalna \| Klasyfikacja generalna \| Klasyfikacja generalna \| \| Kolarz \| Kolarz \| Państwo \| Drużyna \| Czas \| \| ---------------------- \| ---------------------- \| ---------------------- \| ---------------------- \| ---------------------- \| \| 1. \| Wout van Aert \| Belgia \| Jumbo-Visma \| 17h 04' 31" \| \| 2. \| Mattia Cattaneo \| Włochy \| Quick-Step Alpha Vinyl \| + 1' 03" \| \| 3. \| Primož Roglič \| Słowenia \| Jumbo-Visma \| + 1' 06" \| \| 4. \| Ethan Hayter \| Wielka Brytania \| Ineos Grenadiers \| + 1' 32" \| \| 5. \| Jonas Vingegaard \| Dania \| Jumbo-Visma \| + 1' 36" \| \| 6. \| Damiano Caruso \| Włochy \| Bahrain Victorious \| + 1' 49" \| \| 7. \| Tao Geoghegan Hart \| Wielka Brytania \| Ineos Grenadiers \| + 1' 55" \| \| 8. \| Juan Ayuso \| Hiszpania \| UAE Team Emirates \| + 1' 58" \| \| 9. \| Matteo Jorgenson \| Stany Zjednoczone \| Movistar Team \| + 2' 00" \| \| 10. \| Ben O’Connor \| Australia \| AG2R Citroën Team \| + 2' 10" \| |                    |                   |                        |             |
| |                    |                   |                        |             |
| Źródło: ProCyclingStats |                    |                   |                        |             |
| Klasyfikacja generalna |                    |                   |                        |             |
| Kolarz | Kolarz             | Państwo           | Drużyna                | Czas        |
| 1. | Wout van Aert      | Belgia            | Jumbo-Visma            | 17h 04' 31" |
| 2. | Mattia Cattaneo    | Włochy            | Quick-Step Alpha Vinyl | + 1' 03"    |
| 3. | Primož Roglič      | Słowenia          | Jumbo-Visma            | + 1' 06"    |
| 4. | Ethan Hayter       | Wielka Brytania   | Ineos Grenadiers       | + 1' 32"    |
| 5. | Jonas Vingegaard   | Dania             | Jumbo-Visma            | + 1' 36"    |
| 6. | Damiano Caruso     | Włochy            | Bahrain Victorious     | + 1' 49"    |
| 7. | Tao Geoghegan Hart | Wielka Brytania   | Ineos Grenadiers       | + 1' 55"    |
| 8. | Juan Ayuso         | Hiszpania         | UAE Team Emirates      | + 1' 58"    |
| 9. | Matteo Jorgenson   | Stany Zjednoczone | Movistar Team          | + 2' 00"    |
| 10. | Ben O’Connor       | Australia         | AG2R Citroën Team      | + 2' 10"    |

### Etap 6
| Rives - Gap | górzysty | (196,4 km) |

| \| Klasyfikacja etapu \| Klasyfikacja etapu \| Klasyfikacja etapu \| Klasyfikacja etapu \| Klasyfikacja etapu \| \| Kolarz \| Kolarz \| Państwo \| Drużyna \| Czas \| \| ------------------ \| -------------------- \| ------------------ \| ---------------------- \| ------------------ \| \| 1. \| Valentin Ferron \| Francja \| TotalEnergies \| 4h 22' 17" \| \| 2. \| Pierre Rolland \| Francja \| B&B Hotels-KTM \| + 3" \| \| 3. \| Warren Barguil \| Francja \| Arkéa-Samsic \| + 3" \| \| 4. \| Andrea Bagioli \| Włochy \| Quick-Step Alpha Vinyl \| + 3" \| \| 5. \| Geoffrey Bouchard \| Francja \| AG2R Citroën Team \| + 3" \| \| 6. \| Victor Lafay \| Francja \| Cofidis \| + 3" \| \| 7. \| Edvald Boasson Hagen \| Norwegia \| TotalEnergies \| + 32" \| \| 8. \| Dylan Groenewegen \| Holandia \| BikeExchange-Jayco \| + 32" \| \| 9. \| Matis Louvel \| Francja \| Arkéa-Samsic \| + 32" \| \| 10. \| Jordi Meeus \| Belgia \| Bora-Hansgrohe \| + 32" \| |                      |          |                        |            |
| |                      |          |                        |            |
| Źródło: ProCyclingStats |                      |          |                        |            |
| Klasyfikacja etapu |                      |          |                        |            |
| Kolarz | Kolarz               | Państwo  | Drużyna                | Czas       |
| 1. | Valentin Ferron      | Francja  | TotalEnergies          | 4h 22' 17" |
| 2. | Pierre Rolland       | Francja  | B&B Hotels-KTM         | + 3"       |
| 3. | Warren Barguil       | Francja  | Arkéa-Samsic           | + 3"       |
| 4. | Andrea Bagioli       | Włochy   | Quick-Step Alpha Vinyl | + 3"       |
| 5. | Geoffrey Bouchard    | Francja  | AG2R Citroën Team      | + 3"       |
| 6. | Victor Lafay         | Francja  | Cofidis                | + 3"       |
| 7. | Edvald Boasson Hagen | Norwegia | TotalEnergies          | + 32"      |
| 8. | Dylan Groenewegen    | Holandia | BikeExchange-Jayco     | + 32"      |
| 9. | Matis Louvel         | Francja  | Arkéa-Samsic           | + 32"      |
| 10. | Jordi Meeus          | Belgia   | Bora-Hansgrohe         | + 32"      |

| \| Klasyfikacja generalna \| Klasyfikacja generalna \| Klasyfikacja generalna \| Klasyfikacja generalna \| Klasyfikacja generalna \| \| Kolarz \| Kolarz \| Państwo \| Drużyna \| Czas \| \| ---------------------- \| ---------------------- \| ---------------------- \| ---------------------- \| ---------------------- \| \| 1. \| Wout van Aert \| Belgia \| Jumbo-Visma \| 21h 27' 20" \| \| 2. \| Mattia Cattaneo \| Włochy \| Quick-Step Alpha Vinyl \| + 1' 03" \| \| 3. \| Primož Roglič \| Słowenia \| Jumbo-Visma \| + 1' 06" \| \| 4. \| Ethan Hayter \| Wielka Brytania \| Ineos Grenadiers \| + 1' 32" \| \| 5. \| Jonas Vingegaard \| Dania \| Jumbo-Visma \| + 1' 36" \| \| 6. \| Damiano Caruso \| Włochy \| Bahrain Victorious \| + 1' 49" \| \| 7. \| Tao Geoghegan Hart \| Wielka Brytania \| Ineos Grenadiers \| + 1' 55" \| \| 8. \| Matteo Jorgenson \| Stany Zjednoczone \| Movistar Team \| + 2' 00" \| \| 9. \| Ben O’Connor \| Australia \| AG2R Citroën Team \| + 2' 10" \| \| 10. \| Wilco Kelderman \| Holandia \| Bora-Hansgrohe \| + 2' 12" \| |                    |                   |                        |             |
| |                    |                   |                        |             |
| Źródło: ProCyclingStats |                    |                   |                        |             |
| Klasyfikacja generalna |                    |                   |                        |             |
| Kolarz | Kolarz             | Państwo           | Drużyna                | Czas        |
| 1. | Wout van Aert      | Belgia            | Jumbo-Visma            | 21h 27' 20" |
| 2. | Mattia Cattaneo    | Włochy            | Quick-Step Alpha Vinyl | + 1' 03"    |
| 3. | Primož Roglič      | Słowenia          | Jumbo-Visma            | + 1' 06"    |
| 4. | Ethan Hayter       | Wielka Brytania   | Ineos Grenadiers       | + 1' 32"    |
| 5. | Jonas Vingegaard   | Dania             | Jumbo-Visma            | + 1' 36"    |
| 6. | Damiano Caruso     | Włochy            | Bahrain Victorious     | + 1' 49"    |
| 7. | Tao Geoghegan Hart | Wielka Brytania   | Ineos Grenadiers       | + 1' 55"    |
| 8. | Matteo Jorgenson   | Stany Zjednoczone | Movistar Team          | + 2' 00"    |
| 9. | Ben O’Connor       | Australia         | AG2R Citroën Team      | + 2' 10"    |
| 10. | Wilco Kelderman    | Holandia          | Bora-Hansgrohe         | + 2' 12"    |

### Etap 7
| Saint-Chaffrey - Vaujany | górski | (134,8 km) |

| \| Klasyfikacja etapu \| Klasyfikacja etapu \| Klasyfikacja etapu \| Klasyfikacja etapu \| Klasyfikacja etapu \| \| Kolarz \| Kolarz \| Państwo \| Drużyna \| Czas \| \| ------------------ \| -------------------------- \| ------------------ \| ---------------------------------- \| ------------------ \| \| 1. \| Carlos Verona \| Hiszpania \| Movistar Team \| 3h 53' 35" \| \| 2. \| Primož Roglič \| Słowenia \| Jumbo-Visma \| + 13" \| \| 3. \| Jonas Vingegaard \| Dania \| Jumbo-Visma \| + 25" \| \| 4. \| Ben O’Connor \| Australia \| AG2R Citroën Team \| + 27" \| \| 5. \| Tobias Halland Johannessen \| Norwegia \| Uno-X Pro Cycling Team \| + 39" \| \| 6. \| Esteban Chaves \| Kolumbia \| EF Education-EasyPost \| + 40" \| \| 7. \| David Gaudu \| Francja \| Groupama-FDJ \| + 40" \| \| 8. \| Louis Meintjes \| Południowa Afryka \| Intermarché-Wanty-Gobert Matériaux \| + 40" \| \| 9. \| Tao Geoghegan Hart \| Wielka Brytania \| Ineos Grenadiers \| + 48" \| \| 10. \| Jack Haig \| Australia \| Bahrain Victorious \| + 56" \| |                            |                   |                                    |            |
| |                            |                   |                                    |            |
| Źródło: ProCyclingStats |                            |                   |                                    |            |
| Klasyfikacja etapu |                            |                   |                                    |            |
| Kolarz | Kolarz                     | Państwo           | Drużyna                            | Czas       |
| 1. | Carlos Verona              | Hiszpania         | Movistar Team                      | 3h 53' 35" |
| 2. | Primož Roglič              | Słowenia          | Jumbo-Visma                        | + 13"      |
| 3. | Jonas Vingegaard           | Dania             | Jumbo-Visma                        | + 25"      |
| 4. | Ben O’Connor               | Australia         | AG2R Citroën Team                  | + 27"      |
| 5. | Tobias Halland Johannessen | Norwegia          | Uno-X Pro Cycling Team             | + 39"      |
| 6. | Esteban Chaves             | Kolumbia          | EF Education-EasyPost              | + 40"      |
| 7. | David Gaudu                | Francja           | Groupama-FDJ                       | + 40"      |
| 8. | Louis Meintjes             | Południowa Afryka | Intermarché-Wanty-Gobert Matériaux | + 40"      |
| 9. | Tao Geoghegan Hart         | Wielka Brytania   | Ineos Grenadiers                   | + 48"      |
| 10. | Jack Haig                  | Australia         | Bahrain Victorious                 | + 56"      |

| \| Klasyfikacja generalna \| Klasyfikacja generalna \| Klasyfikacja generalna \| Klasyfikacja generalna \| Klasyfikacja generalna \| \| Kolarz \| Kolarz \| Państwo \| Drużyna \| Czas \| \| ---------------------- \| -------------------------- \| ---------------------- \| ---------------------------------- \| ---------------------- \| \| 1. \| Primož Roglič \| Słowenia \| Jumbo-Visma \| 25h 22' 08" \| \| 2. \| Jonas Vingegaard \| Dania \| Jumbo-Visma \| + 44" \| \| 3. \| Ben O’Connor \| Australia \| AG2R Citroën Team \| + 1' 24" \| \| 4. \| Tao Geoghegan Hart \| Wielka Brytania \| Ineos Grenadiers \| + 1' 30" \| \| 5. \| Damiano Caruso \| Włochy \| Bahrain Victorious \| + 1' 32" \| \| 6. \| David Gaudu \| Francja \| Groupama-FDJ \| + 1' 40" \| \| 7. \| Tobias Halland Johannessen \| Norwegia \| Uno-X Pro Cycling Team \| + 2' 05" \| \| 8. \| Matteo Jorgenson \| Stany Zjednoczone \| Movistar Team \| + 2' 06" \| \| 9. \| Jack Haig \| Australia \| Bahrain Victorious \| + 2' 12" \| \| 10. \| Louis Meintjes \| Południowa Afryka \| Intermarché-Wanty-Gobert Matériaux \| + 2' 16" \| |                            |                   |                                    |             |
| |                            |                   |                                    |             |
| Źródło: ProCyclingStats |                            |                   |                                    |             |
| Klasyfikacja generalna |                            |                   |                                    |             |
| Kolarz | Kolarz                     | Państwo           | Drużyna                            | Czas        |
| 1. | Primož Roglič              | Słowenia          | Jumbo-Visma                        | 25h 22' 08" |
| 2. | Jonas Vingegaard           | Dania             | Jumbo-Visma                        | + 44"       |
| 3. | Ben O’Connor               | Australia         | AG2R Citroën Team                  | + 1' 24"    |
| 4. | Tao Geoghegan Hart         | Wielka Brytania   | Ineos Grenadiers                   | + 1' 30"    |
| 5. | Damiano Caruso             | Włochy            | Bahrain Victorious                 | + 1' 32"    |
| 6. | David Gaudu                | Francja           | Groupama-FDJ                       | + 1' 40"    |
| 7. | Tobias Halland Johannessen | Norwegia          | Uno-X Pro Cycling Team             | + 2' 05"    |
| 8. | Matteo Jorgenson           | Stany Zjednoczone | Movistar Team                      | + 2' 06"    |
| 9. | Jack Haig                  | Australia         | Bahrain Victorious                 | + 2' 12"    |
| 10. | Louis Meintjes             | Południowa Afryka | Intermarché-Wanty-Gobert Matériaux | + 2' 16"    |

### Etap 8
| Saint-Alban-Leysse - Plateau de Solaison | górski | (139,2 km) |

| \| Klasyfikacja etapu \| Klasyfikacja etapu \| Klasyfikacja etapu \| Klasyfikacja etapu \| Klasyfikacja etapu \| \| Kolarz \| Kolarz \| Państwo \| Drużyna \| Czas \| \| ------------------ \| -------------------------- \| ------------------ \| ---------------------------------- \| ------------------ \| \| 1. \| Jonas Vingegaard \| Dania \| Jumbo-Visma \| 3h 49' 20" \| \| 2. \| Primož Roglič \| Słowenia \| Jumbo-Visma \| + 0" \| \| 3. \| Ben O’Connor \| Australia \| AG2R Citroën Team \| + 15" \| \| 4. \| Esteban Chaves \| Kolumbia \| EF Education-EasyPost \| + 53" \| \| 5. \| Ruben Guerreiro \| Portugalia \| EF Education-EasyPost \| + 53" \| \| 6. \| Damiano Caruso \| Włochy \| Bahrain Victorious \| + 55" \| \| 7. \| Louis Meintjes \| Południowa Afryka \| Intermarché-Wanty-Gobert Matériaux \| + 55" \| \| 8. \| Jack Haig \| Australia \| Bahrain Victorious \| + 55" \| \| 9. \| Steven Kruijswijk \| Holandia \| Jumbo-Visma \| + 1' 20" \| \| 10. \| Tobias Halland Johannessen \| Norwegia \| Uno-X Pro Cycling Team \| + 1' 40" \| |                            |                   |                                    |            |
| |                            |                   |                                    |            |
| Źródło: ProCyclingStats |                            |                   |                                    |            |
| Klasyfikacja etapu |                            |                   |                                    |            |
| Kolarz | Kolarz                     | Państwo           | Drużyna                            | Czas       |
| 1. | Jonas Vingegaard           | Dania             | Jumbo-Visma                        | 3h 49' 20" |
| 2. | Primož Roglič              | Słowenia          | Jumbo-Visma                        | + 0"       |
| 3. | Ben O’Connor               | Australia         | AG2R Citroën Team                  | + 15"      |
| 4. | Esteban Chaves             | Kolumbia          | EF Education-EasyPost              | + 53"      |
| 5. | Ruben Guerreiro            | Portugalia        | EF Education-EasyPost              | + 53"      |
| 6. | Damiano Caruso             | Włochy            | Bahrain Victorious                 | + 55"      |
| 7. | Louis Meintjes             | Południowa Afryka | Intermarché-Wanty-Gobert Matériaux | + 55"      |
| 8. | Jack Haig                  | Australia         | Bahrain Victorious                 | + 55"      |
| 9. | Steven Kruijswijk          | Holandia          | Jumbo-Visma                        | + 1' 20"   |
| 10. | Tobias Halland Johannessen | Norwegia          | Uno-X Pro Cycling Team             | + 1' 40"   |

## Klasyfikacje

### Klasyfikacja generalna
| \| Klasyfikacja generalna \| Klasyfikacja generalna \| Klasyfikacja generalna \| Klasyfikacja generalna \| Klasyfikacja generalna \| \| Kolarz \| Kolarz \| Państwo \| Drużyna \| Czas \| \| ---------------------- \| -------------------------- \| ---------------------- \| ---------------------------------- \| ---------------------- \| \| 1. \| Primož Roglič \| Słowenia \| Jumbo-Visma \| 29h 11' 22" \| \| 2. \| Jonas Vingegaard \| Dania \| Jumbo-Visma \| + 40" \| \| 3. \| Ben O’Connor \| Australia \| AG2R Citroën Team \| + 1' 41" \| \| 4. \| Damiano Caruso \| Włochy \| Bahrain Victorious \| + 2' 33" \| \| 5. \| Jack Haig \| Australia \| Bahrain Victorious \| + 3' 13" \| \| 6. \| Louis Meintjes \| Południowa Afryka \| Intermarché-Wanty-Gobert Matériaux \| + 3' 17" \| \| 7. \| Esteban Chaves \| Kolumbia \| EF Education-EasyPost \| + 3' 18" \| \| 8. \| Tao Geoghegan Hart \| Wielka Brytania \| Ineos Grenadiers \| + 3' 44" \| \| 9. \| Ruben Guerreiro \| Portugalia \| EF Education-EasyPost \| + 3' 48" \| \| 10. \| Tobias Halland Johannessen \| Norwegia \| Uno-X Pro Cycling Team \| + 3' 51" \| |                            |                   |                                    |             |
| |                            |                   |                                    |             |
| Źródło: ProCyclingStats |                            |                   |                                    |             |
| Klasyfikacja generalna |                            |                   |                                    |             |
| Kolarz | Kolarz                     | Państwo           | Drużyna                            | Czas        |
| 1. | Primož Roglič              | Słowenia          | Jumbo-Visma                        | 29h 11' 22" |
| 2. | Jonas Vingegaard           | Dania             | Jumbo-Visma                        | + 40"       |
| 3. | Ben O’Connor               | Australia         | AG2R Citroën Team                  | + 1' 41"    |
| 4. | Damiano Caruso             | Włochy            | Bahrain Victorious                 | + 2' 33"    |
| 5. | Jack Haig                  | Australia         | Bahrain Victorious                 | + 3' 13"    |
| 6. | Louis Meintjes             | Południowa Afryka | Intermarché-Wanty-Gobert Matériaux | + 3' 17"    |
| 7. | Esteban Chaves             | Kolumbia          | EF Education-EasyPost              | + 3' 18"    |
| 8. | Tao Geoghegan Hart         | Wielka Brytania   | Ineos Grenadiers                   | + 3' 44"    |
| 9. | Ruben Guerreiro            | Portugalia        | EF Education-EasyPost              | + 3' 48"    |
| 10. | Tobias Halland Johannessen | Norwegia          | Uno-X Pro Cycling Team             | + 3' 51"    |

| Klasyfikacja punktowa | Klasyfikacja punktowa | Klasyfikacja punktowa | Klasyfikacja punktowa              | Klasyfikacja punktowa |
| Kolarz                | Kolarz                | Państwo               | Drużyna                            | Punkty                |
| --------------------- | --------------------- | --------------------- | ---------------------------------- | --------------------- |
| 1.                    | Wout van Aert         | Belgia                | Jumbo-Visma                        | 88 pkt                |
| 2.                    | Ethan Hayter          | Wielka Brytania       | Ineos Grenadiers                   | 74 pkt                |
| 3.                    | Edvald Boasson Hagen  | Norwegia              | TotalEnergies                      | 46 pkt                |
| 4.                    | Hugo Page             | Francja               | Intermarché-Wanty-Gobert Matériaux | 44 pkt                |
| 5.                    | Pierre Rolland        | Francja               | B&B Hotels-KTM                     | 36 pkt                |
| 6.                    | Valentin Ferron       | Francja               | TotalEnergies                      | 31 pkt                |
| 7.                    | Warren Barguil        | Francja               | Arkéa-Samsic                       | 30 pkt                |
| 8.                    | Primož Roglič         | Słowenia              | Jumbo-Visma                        | 30 pkt                |
| 9.                    | Andrea Bagioli        | Włochy                | Quick-Step Alpha Vinyl             | 30 pkt                |
| 10.                   | Jonas Vingegaard      | Dania                 | Jumbo-Visma                        | 29 pkt                |

| Klasyfikacja punktowa | Klasyfikacja punktowa | Klasyfikacja punktowa | Klasyfikacja punktowa              | Klasyfikacja punktowa |
| Kolarz                | Kolarz                | Państwo               | Drużyna                            | Punkty                |
| --------------------- | --------------------- | --------------------- | ---------------------------------- | --------------------- |
| 1.                    | Wout van Aert         | Belgia                | Jumbo-Visma                        | 88 pkt                |
| 2.                    | Ethan Hayter          | Wielka Brytania       | Ineos Grenadiers                   | 74 pkt                |
| 3.                    | Edvald Boasson Hagen  | Norwegia              | TotalEnergies                      | 46 pkt                |
| 4.                    | Hugo Page             | Francja               | Intermarché-Wanty-Gobert Matériaux | 44 pkt                |
| 5.                    | Pierre Rolland        | Francja               | B&B Hotels-KTM                     | 36 pkt                |
| 6.                    | Valentin Ferron       | Francja               | TotalEnergies                      | 31 pkt                |
| 7.                    | Warren Barguil        | Francja               | Arkéa-Samsic                       | 30 pkt                |
| 8.                    | Primož Roglič         | Słowenia              | Jumbo-Visma                        | 30 pkt                |
| 9.                    | Andrea Bagioli        | Włochy                | Quick-Step Alpha Vinyl             | 30 pkt                |
| 10.                   | Jonas Vingegaard      | Dania                 | Jumbo-Visma                        | 29 pkt                |

| Klasyfikacja górska | Klasyfikacja górska | Klasyfikacja górska | Klasyfikacja górska                | Klasyfikacja górska |
| Kolarz              | Kolarz              | Państwo             | Drużyna                            | Punkty              |
| ------------------- | ------------------- | ------------------- | ---------------------------------- | ------------------- |
| 1.                  | Pierre Rolland      | Francja             | B&B Hotels-KTM                     | 71 pkt              |
| 2.                  | Carlos Verona       | Hiszpania           | Movistar Team                      | 21 pkt              |
| 3.                  | Victor Lafay        | Francja             | Cofidis                            | 19 pkt              |
| 4.                  | Jonas Vingegaard    | Dania               | Jumbo-Visma                        | 17 pkt              |
| 5.                  | Primož Roglič       | Słowenia            | Jumbo-Visma                        | 15 pkt              |
| 6.                  | Kenny Elissonde     | Francja             | Trek-Segafredo                     | 14 pkt              |
| 7.                  | Laurens Huys        | Belgia              | Intermarché-Wanty-Gobert Matériaux | 14 pkt              |
| 8.                  | Michael Storer      | Australia           | Groupama-FDJ                       | 12 pkt              |
| 9.                  | Matteo Fabbro       | Włochy              | Bora-Hansgrohe                     | 12 pkt              |
| 10.                 | Laurens De Plus     | Belgia              | Ineos Grenadiers                   | 11 pkt              |

| Klasyfikacja górska | Klasyfikacja górska | Klasyfikacja górska | Klasyfikacja górska                | Klasyfikacja górska |
| Kolarz              | Kolarz              | Państwo             | Drużyna                            | Punkty              |
| ------------------- | ------------------- | ------------------- | ---------------------------------- | ------------------- |
| 1.                  | Pierre Rolland      | Francja             | B&B Hotels-KTM                     | 71 pkt              |
| 2.                  | Carlos Verona       | Hiszpania           | Movistar Team                      | 21 pkt              |
| 3.                  | Victor Lafay        | Francja             | Cofidis                            | 19 pkt              |
| 4.                  | Jonas Vingegaard    | Dania               | Jumbo-Visma                        | 17 pkt              |
| 5.                  | Primož Roglič       | Słowenia            | Jumbo-Visma                        | 15 pkt              |
| 6.                  | Kenny Elissonde     | Francja             | Trek-Segafredo                     | 14 pkt              |
| 7.                  | Laurens Huys        | Belgia              | Intermarché-Wanty-Gobert Matériaux | 14 pkt              |
| 8.                  | Michael Storer      | Australia           | Groupama-FDJ                       | 12 pkt              |
| 9.                  | Matteo Fabbro       | Włochy              | Bora-Hansgrohe                     | 12 pkt              |
| 10.                 | Laurens De Plus     | Belgia              | Ineos Grenadiers                   | 11 pkt              |

| Klasyfikacja młodzieżowa | Klasyfikacja młodzieżowa   | Klasyfikacja młodzieżowa | Klasyfikacja młodzieżowa | Klasyfikacja młodzieżowa |
| Kolarz                   | Kolarz                     | Państwo                  | Drużyna                  | Czas                     |
| ------------------------ | -------------------------- | ------------------------ | ------------------------ | ------------------------ |
| 1.                       | Tobias Halland Johannessen | Norwegia                 | Uno-X Pro Cycling Team   | 29h 15' 13"              |
| 2.                       | Brandon McNulty            | Stany Zjednoczone        | UAE Team Emirates        | + 1' 06"                 |
| 3.                       | Matteo Jorgenson           | Stany Zjednoczone        | Movistar Team            | + 3' 15"                 |
| 4.                       | Ethan Hayter               | Wielka Brytania          | Ineos Grenadiers         | + 4' 15"                 |
| 5.                       | Andrea Bagioli             | Włochy                   | Quick-Step Alpha Vinyl   | + 4' 50"                 |
| 6.                       | Simon Guglielmi            | Francja                  | Arkéa-Samsic             | + 14' 05"                |
| 7.                       | Kevin Vermaerke            | Stany Zjednoczone        | Team DSM                 | + 14' 50"                |
| 8.                       | Kevin Geniets              | Luksemburg               | Groupama-FDJ             | + 15' 06"                |
| 9.                       | Mark Donovan               | Wielka Brytania          | Team DSM                 | + 19' 28"                |
| 10.                      | Michael Storer             | Australia                | Groupama-FDJ             | + 19' 40"                |

| Klasyfikacja młodzieżowa | Klasyfikacja młodzieżowa   | Klasyfikacja młodzieżowa | Klasyfikacja młodzieżowa | Klasyfikacja młodzieżowa |
| Kolarz                   | Kolarz                     | Państwo                  | Drużyna                  | Czas                     |
| ------------------------ | -------------------------- | ------------------------ | ------------------------ | ------------------------ |
| 1.                       | Tobias Halland Johannessen | Norwegia                 | Uno-X Pro Cycling Team   | 29h 15' 13"              |
| 2.                       | Brandon McNulty            | Stany Zjednoczone        | UAE Team Emirates        | + 1' 06"                 |
| 3.                       | Matteo Jorgenson           | Stany Zjednoczone        | Movistar Team            | + 3' 15"                 |
| 4.                       | Ethan Hayter               | Wielka Brytania          | Ineos Grenadiers         | + 4' 15"                 |
| 5.                       | Andrea Bagioli             | Włochy                   | Quick-Step Alpha Vinyl   | + 4' 50"                 |
| 6.                       | Simon Guglielmi            | Francja                  | Arkéa-Samsic             | + 14' 05"                |
| 7.                       | Kevin Vermaerke            | Stany Zjednoczone        | Team DSM                 | + 14' 50"                |
| 8.                       | Kevin Geniets              | Luksemburg               | Groupama-FDJ             | + 15' 06"                |
| 9.                       | Mark Donovan               | Wielka Brytania          | Team DSM                 | + 19' 28"                |
| 10.                      | Michael Storer             | Australia                | Groupama-FDJ             | + 19' 40"                |

| Klasyfikacja drużynowa | Klasyfikacja drużynowa             | Klasyfikacja drużynowa | Klasyfikacja drużynowa |
| Drużyna                | Drużyna                            | Państwo                | Czas                   |
| ---------------------- | ---------------------------------- | ---------------------- | ---------------------- |
| 1.                     | Jumbo-Visma                        | Holandia               | 87h 38' 30"            |
| 2.                     | Bahrain Victorious                 | Bahrajn                | + 13' 40"              |
| 3.                     | Ineos Grenadiers                   | Wielka Brytania        | + 22' 56"              |
| 4.                     | Intermarché-Wanty-Gobert Matériaux | Belgia                 | + 28' 39"              |
| 5.                     | Movistar Team                      | Hiszpania              | + 35' 37"              |

| Klasyfikacja drużynowa | Klasyfikacja drużynowa             | Klasyfikacja drużynowa | Klasyfikacja drużynowa |
| Drużyna                | Drużyna                            | Państwo                | Czas                   |
| ---------------------- | ---------------------------------- | ---------------------- | ---------------------- |
| 1.                     | Jumbo-Visma                        | Holandia               | 87h 38' 30"            |
| 2.                     | Bahrain Victorious                 | Bahrajn                | + 13' 40"              |
| 3.                     | Ineos Grenadiers                   | Wielka Brytania        | + 22' 56"              |
| 4.                     | Intermarché-Wanty-Gobert Matériaux | Belgia                 | + 28' 39"              |
| 5.                     | Movistar Team                      | Hiszpania              | + 35' 37"              |

### Liderzy klasyfikacji
| Etap   |                            | Pierwsze miejsce _ | Klasyfikacja generalna | Punktowa      | Górska            | Młodzieżowa                | Najaktywniejszych     | Drużynowa             |
| ------ | -------------------------- | ------------------ | ---------------------- | ------------- | ----------------- | -------------------------- | --------------------- | --------------------- |
| 1      | pagórkowaty                | Wout van Aert      | Wout van Aert          | Wout van Aert | Pierre Rolland    | Ethan Hayter               | Pierre Rolland        | EF Education-EasyPost |
| 2      | pagórkowaty                | Alexis Vuillermoz  | Alexis Vuillermoz      | Wout van Aert | Alexis Vuillermoz | Kevin Vermaerke            | Alexis Vuillermoz     | Arkéa-Samsic          |
| 3      | pagórkowaty                | David Gaudu        | Wout van Aert          | Wout van Aert | Pierre Rolland    | Matteo Jorgenson           | Sebastian Schönberger | Bahrain Victorious    |
| 4      | jazda indywidualna na czas | Filippo Ganna      | Wout van Aert          | Wout van Aert | Pierre Rolland    | Ethan Hayter               | nie przyznano         | Jumbo-Visma           |
| 5      | pagórkowaty                | Wout van Aert      | Wout van Aert          | Wout van Aert | Pierre Rolland    | Ethan Hayter               | Benjamin Thomas       | Jumbo-Visma           |
| 6      | górzysty                   | Valentin Ferron    | Wout van Aert          | Wout van Aert | Pierre Rolland    | Ethan Hayter               | Geoffrey Bouchard     | Jumbo-Visma           |
| 7      | górski                     | Carlos Verona      | Primož Roglič          | Wout van Aert | Pierre Rolland    | Tobias Halland Johannessen | Carlos Verona         | Jumbo-Visma           |
| 8      | górski                     | Jonas Vingegaard   | Primož Roglič          | Wout van Aert | Pierre Rolland    | Tobias Halland Johannessen | Michael Storer        | Jumbo-Visma           |
| Koniec | Koniec                     |                    | Primož Roglič          | Wout van Aert | Pierre Rolland    | Tobias Halland Johannessen | brak danych           | Jumbo-Visma           |